# Receptarie
En receptarie är en yrkestitel som förekommer i ett fåtal länder som Sverige, Norge och Finland. Receptarieprogrammet är idag på 180 högskolepoäng och innehåller kurser inom områdena farmaci, farmaceutisk kemi och biomedicinsk vetenskap. Ett examensarbete omfattande 15 högskolepoäng och 10 veckors verksamhetsförlagd utbildning på ett apotek ingår också. Utbildningen leder till en receptarieexamen; Bachelor of Science in Pharmacy. Med rätt kombination av kurser kan utbildningen även mynna ut i en farmacie kandidatexamen (Bachelor of Pharmaceutical Science). Efter genomgången grundutbildning ansöker receptarien om  legitimation från Socialstyrelsen. De flesta receptarier i Sverige arbetar på apotek.
Receptarieutbildningar finns på flera orter i Sverige: Uppsala, Kalmar, Göteborg och Umeå. Antagningen till utbildning i Malmö stoppades under 2017, bara ett år efter starten. Sedan 2012 är det möjligt för receptarier att läsa vidare till apotekare genom en 2-årig påbyggnadsutbildning vid Umeå universitet. Högskoleverket har gett Umeå universitet examensrätt för apotekarutbildning. Utexaminerade receptarier kan således bygga på sina studier med de två sista åren av utbildningen. Programmet blir den första apotekarutbildningen i landet som ges på distans.  
Svenska receptarier kan även läsa en 2-årig masterutbildning i Norge, t.ex. vid UiT Norges arktiske universitet, NTNU eller OsloMet